# Vaureilles
Vaureilles é uma comuna francesa na região administrativa de Occitânia, no departamento de Aveyron. Estende-se por uma área de 14,24 km². Em 2010 a comuna tinha 499 habitantes (densidade: 35 hab./km²).